# النجيلة (كوم حمادة)
قرية النجيلة هي إحدى القرى التابعة لمركز كوم حمادة في محافظة البحيرة في جمهورية مصر العربية. حسب إحصاءات سنة 2006، بلغ إجمالي السكان في النجيلة 12254 نسمة، منهم 6188 رجل و6066 امرأة.

## تاريخ القرية
يعد أقدم ذكر للقرية ورود اسمها في خط سير السلطان الأشرف قانصوه الغوري إلى الإسكندرية في ذي الحجة سنة 920 هـ/يناير 1515م. وقد كانت القرية مسرحًا لمعركة دارت بين قوات محمد علي باشا وقوات محمد بك الألفي سنة 1221 هـ/1806 م، وإنتهت بهزيمة قوات محمد علي باشا.
وأرجح محمد رمزي في كتابه القاموس الجغرافي للبلاد المصرية أن النجيلة كانت من توابع ناحية محلة أحمد، وأنها انفصلت عنها سنة 1228 هـ/1815 م. وقد اختيرت القرية قاعدة لمركز النجيلة سنة 1826 م، ثم نقُل ديوان المركز إلى كوم حمادة نظرًا لتوسط الأخيرة قرى المركز، وبُعد قرية النجيلة عن خطوط السكك الحديدية.